# Kunlun Center
Le Kunlun Center est un gratte-ciel en construction à Tianjin en Chine. Il s'élèvera à 210 mètres. Son achèvement est prévu pour 2021. 